# Trà Lồng
Trà Lồng là một phường thuộc thị xã Long Mỹ, tỉnh Hậu Giang, Việt Nam.

## Địa lý
Phường Trà Lồng nằm ở phía đông nam thị xã Long Mỹ, có vị trí địa lý:
- Phía đông giáp huyện Phụng Hiệp
- Phía tây và phía bắc giáp xã Tân Phú
- Phía nam tỉnh Sóc Trăng.

Phường Trà Lồng có diện tích 6,91 km², dân số năm 2019 là 3.683 người, mật độ dân số đạt 533 người/km².

## Lịch sử
Trước đây, Trà Lồng là một thị trấn thuộc huyện Long Mỹ, được thành lập vào ngày 27 tháng 10 năm 2006 trên cơ sở điều chỉnh 713,56 ha diện tích tự nhiên và 4.571 người của xã Long Phú.
Ngày 15 tháng 5 năm 2015, Ủy ban Thường vụ Quốc hội ban hành Nghị quyết số 933/NQ-UBTVQH13. Theo đó:
- Chuyển thị trấn Trà Lồng về thị xã Long Mỹ mới thành lập
- Thành lập phường Trà Lồng trên cơ sở toàn bộ diện tích, dân số của thị trấn Trà Lồng và một phần diện tích, dân số của xã Tân Phú.

Sau khi thành lập, phường Trà Lồng có 709,07 ha diện tích tự nhiên và 4.680 người.
Ngày 11 tháng 7 năm 2019, Hội đồng Nhân dân tỉnh Hậu Giang ban hành Nghị quyết 11/2019/NQ-HĐND về việc:
- Sáp nhập khu vực Long An vào khu vực 1
- Sáp nhập hai khu vực Long An 1 vào khu vực Long Khánh thành khu vực 2
- Sáp nhập hai khu vực Long Trị 2 và Khánh Hưng 2 thành khu vực 3.

## Hành chính
Phường Trà Lồng được chia thành 3 khu vực: 1, 2, 3.